# Larinia natalensis
Larinia natalensis là một loài nhện trong họ Araneidae.
Loài này thuộc chi Larinia. Larinia natalensis được Manfred Grasshoff miêu tả năm 1971.